# Okruglica (gmina Trstenik)
Okruglica (cyr. Округлица) – wieś w Serbii, w okręgu rasińskim, w gminie Trstenik. W 2011 roku liczyła 215 mieszkańców.